# Argonautiques orphiques
Pour les articles homonymes, voir Argonautiques.
Les Argonautiques orphiques sont une épopée grecque ancienne anonyme à sujet mythologique composée à une époque incertaine, et qui relate une version de la quête des Argonautes qui confère un rôle décisif au poète légendaire Orphée. C'est une épopée courte, qui compte 1 376 hexamètres dactyliques et n'est pas divisée en chants.

## Résumé
Les Argonautiques orphiques relatent la quête de la toison d'or par les Argonautes en attribuant un rôle important à Orphée dans la réussite de l'expédition. Le poème est narré par Orphée lui-même. Le découpage des passages est celui donné par Francis Vian dans son édition de 1987 aux Belles Lettres.

### Prélude et préparatifs
Le poème commence par un prélude adressé au dieu Apollon puis à Musée d'Athènes, qui passait pour être un disciple d'Orphée. Orphée évoque ses poèmes précédents relatant une cosmogonie orphique, la naissance de l'humanité et de nombreux autres sujets, jusqu'à l'enlèvement d'Eurydice, la descente d'Orphée aux Enfers et ses voyages en Égypte. Orphée aborde ensuite le sujet principal de l’épopée. Le héros thessalien Jason a reçu du roi d'Iolcos, Pélias, l'ordre de lui rapporter la toison d'or qui se trouve dans le pays lointain de Colchide, chez le roi Aiétès. Jason est soutenu par la déesse Héra et par Athéna qui construit pour lui le premier navire, l'Argo. Jason rassemble un équipage constitué des meilleurs héros de Grèce, les Argonautes. Jason vient en Thrace et supplie Orphée, alors déjà âgé, d'être du nombre : Orphée accepte et quitte à regret son pays. Orphée dresse alors le catalogue des Argonautes, au nombre d'une cinquantaine.
Une fois au complet, les Argonautes festoient, puis tentent de mettre à l'eau la nef Argo, sans succès : c'est finalement le chant magique d'Orphée qui fait glisser le navire jusqu'à la mer. Les Argonautes élisent alors leur chef : Jason veut remettre le commandement à Héraclès, mais ce dernier, qui le sait soutenu par Héra, insiste pour que Jason garde la tête de l'expédition. Approuvé par l'équipage, le choix du chef est conclu par un serment de loyauté des Argonautes à Jason, à l'issue de rites préparés par Orphée. Les Argonautes embarquent alors et le navire prend la mer. 

### Le voyage jusqu'en Colchide
La première escale de l’Argo, non loin du mont Pélion, est une visite au centaure Chiron, alors occupé à instruire le jeune Achille, fils de Pélée qui fait partie des Argonautes. Chiron héberge généreusement la troupe et le festin se conclut par un concours de chant entre Chiron et Orphée : le centaure chante la combat des centaures et des Lapithes, puis Orphée chante une cosmogonie et sa musique charme arbres, bêtes et pierres. Interrompus par le pilote Tiphys, les Argonautes font leurs adieux au centaure et appareillent. Naviguant vers l'est, les héros font escale à Samothrace où ils sont initiés aux rites orphiques par Orphée, puis à Lemnos où ils s'unissent aux Lemniennes qui avaient tué leurs maris à la suite d'une malédiction (Jason s'unit ainsi à Hypsipyle) ; Orphée désapprouve ce comportement et les persuade de repartir. 
L'Argo passe l'Hellespont. Il fait ensuite escale à Cyzique : les Argonautes font une offrande à Athéna, puis reçoivent l'hospitalité du roi Cyzicos, mais, dans la nuit, tous sont attaqués par des sauvages dotés de six bras, et, au cours du combat, Héraclès tue Cyzicos par accident. Lorsque les Argonautes tentent de repartir, l'Argo est immobilisée au sol par Rhéa courroucée par la mort de Cyzicos qui était son fils ; Athéna l'apprend à Tiphys en rêve. Le lendemain, les Argonautes organisent les funérailles de Cyzicos ainsi que des jeux funèbres. En apprenant la mort de Cyzicos, son épouse Cleité se pend. Les Argonautes font ensuite des offrandes à Rhéa sur le mont Dindymion pour se la concilier : la déesse libère alors les amarres de l'Argo qui repart. L'escale suivante a lieu en Mysie, où Hylas, l'amant d'Héraclès, est enlevé par des nymphes en allant puiser de l'eau à une source : Héraclès reste en arrière car son destin n'est pas de suivre les Argonautes jusqu'au bout. Naviguant toujours plus à l'est, l'Argo fait escale au pays des farouches Bébryces, dont le roi Amycos défie les Argonautes en duel et est tué par Pollux . Les Argonautes abordent ensuite chez Phinée, décrit comme un homme cruel qui, égaré par l'amour pour une femme, avait aveuglé ses fils et les avait ligotés sur un promontoire rocheux : les Boréades les libèrent puis punissent Phinée en l'aveuglant. L'Argo franchit ensuite les roches Cyanées. Athéna guide le navire en envoyant un héron qui franchit les roches devant eux, et le navire passe à son tour, aidé par le chant d'Orphée. L'Argo navigue désormais sur le Pont-Euxin : les Argonautes reçoivent l'hospitalité du roi Lycos près du fleuve du même nom ; Idmon meurt de maladie et Tiphys, tué par un sanglier, est remplacé par Ancéos ; le navire passe le long de rivages où vivent de nombreux peuples. Enfin l’Argo parvient en Colchide.

### En Colchide
La déesse Héra envoie un songe au roi de Colchide Aiétès, qui s'éveille anxieux et part en char accomplir des rites propitiatoires en emmenant avec lui ses filles Chalciope et Médée. Il rencontre ainsi providentiellement les Argonautes, s'entretient avec Jason et lui impose des épreuves pour conquérir la toison d'or. Le poète raconte rapidement la suite des événements qui surviennent en Colchide : l'aide prêtée aux Argonautes par Argos fils de Chalkiopé, qui les prévient de la scélératesse d'Aiétès, l'amour de Médée pour Jason, la victoire du héros aux épreuves imposées par le roi, et la fuite de Médée qui vient rejoindre les Argonautes la nuit suivante. Médée décrit aux Argonautes l'enceinte fortifiée du sanctuaire d'Artémis-Hécate où est conservée la toison, gardée par un dragon : les héros délibèrent et, sur la prière de Mopsos, Orphée suit Jason, accompagné également de Castor et Pollux et de Mopsos lui-même, pour s'emparer de la toison. Parvenu devant le sanctuaire d'Hécate, Orphée invoque la déesse avec l'aide de Médée, et, après un long rituel terrifiant, les verrous des portes s'ouvrent d'eux-mêmes. Les héros parviennent devant le dragon qu'Orphée endort par son chant, et Jason s'empare de la toison d'or. En revenant au navire, la troupe croise Absyrtos, frère de Médée, envoyé par Aiétès : les Argonautes le tuent dans un guet-apens et le jettent dans le Phase. L’Argo entame alors le voyage de retour, poursuivi par la flotte d'Aiétès.

### Le voyage de retour
Incapable de revenir en Grèce par le même chemin qu'à l'aller, le navire Argo passe par l'intérieur des terres et contourne tout le continent. Il remonte le cours du Phase puis, en traversant le Caucase, suit le cours du Sarangès vers le Nord pour rejoindre le marais Méotis, puis dérive pendant neuf jours et neuf nuits dans la région, où vivent de nombreux peuples étranges. L'Argo parvient alors à l'extrême nord du monde connu, dans l'Océan, aussi appelé Pont de Cronos ou Mer Morte : le navire doit être retenu le long de la côte pour ne pas se perdre dans l'Océan, puis les Argonautes, ayant trop de difficulté à ramer, en descendent dans l'eau peu profonde et le portent à bout de bras pendant quelque temps ; le navire longe ensuite, vers l'ouest, les côtes où vient les Hyperboréens, les Macrobies et les Cimmériens, puis le pays d'Hermionée, où vivent les hommes justes après leur mort : les héros y entrevoient l'embouchure de l'Achéron et le pays des morts lui-même. 
Les Argonautes parviennent alors dans la partie occidentale de l'Océan : la figure de proue du navire prend la parole et déplore la souillure attirée par la mort d'Absyrtos, qui condamne les héros à se perdre en mer à moins qu'ils ne mettent le cap sur l'île d'Ierné pour se purifier. L'équipage suit ce conseil envoyé par Athéna et double Ierné, puis est pris dans une tempête ; Lyncée, à la vue extraordinaire, aperçoit au loin l'île de Déméter, mais Orphée interdit d'aborder dans cette île interdite aux mortels. L'Argo parvient ensuite chez la magicienne Circé, qui indique aux Argonautes comment se purifier ; elle refuse de les héberger à cause de leur souillure, mais leur laisse des provisions. 
L'Argo poursuit sa navigation et parvient aux colonnes d'Héraclès, puis la mer Sarde, la mer tyrrhénienne et la Sicile, où ils entrevoient l'Etna et Charybde et Scylla, dont ils franchissent le détroit grâce à l'aide de Thétis. L'Argo passe ensuite près du rocher des sirènes : le chant d'Orphée couvre celui des Sirènes, qui se jettent à la mer et s'y changent en pierres. L'Argo fait ensuite escale à Corcyre où vivent les Phéaciens, mais est alors retrouvée par la flotte d'Aiétès : Aiétès réclame au roi phéacien Alcinoos de lui livrer Médée dès le lendemain, mais la reine Arétè le convainc de laisser partir Médée si elle est déjà mariée et n'est plus vierge ; pendant la nuit, les Argonautes organisent les noces de Jason et Médée, qui ne peut plus être livrée à leurs ennemis le lendemain. Le poète résume ensuite les dernières aventures des Argonautes : la mer de Syrte, la confrontation avec Talos, le gardien de bronze de l'île de Crète ; la tempête essuyée près des écueils Mélantiens et dissipée grâce à l'intervention d'Apollon ; et la purification des héros par Orphée une fois arrivés au cap Malée. Orphée quitte là les Argonautes, et, tandis qu'ils regagnent Iolcos, le poète retourne dans sa Thrace natale.

## Problèmes de l'auteur et de la datation
Les Argonautiques orphiques se présentent comme l'œuvre du poète légendaire Orphée, qui les relate à la première personne. L'étude de la versification employée par l'épopée a amené Gottfried Hermann, en 1805, à y reconnaître un type de versification caractéristique du IVe siècle apr. J.-C.: selon lui, elle aurait été composée bien après la fin de l'époque archaïque à laquelle Orphée aurait vécu ; beaucoup de commentateurs du XXe siècle ont approuvé cette thèse d'une datation tardive. Cependant, en se basant sur un examen poussé des nombreuses indications géographiques que contient le poème, Paul Fabre, en 1972, conclut que la partie principale de l'épopée date bien du VIe siècle av. J.-C., le reste n'étant pas postérieur au IVe siècle av. J.-C. Dans son édition aux Belles Lettres dans la Collection universitaire de France, en 1987, Francis Vian estime, d'après des critères métriques et stylistiques, que l'auteur des Argonautiques orphiques peut avoir vécu après Nonnos de Panopolis, car la langue qu'il emploie présente des similarités de vocabulaire et des expressions proches de celles de ce poète : Vian avance donc l'hypothèse d'une date encore plus récente, après la première moitié du Ve siècle apr. J.-C., sous réserve que les similarités de style entre les deux auteurs ne remontent pas à une source commune.
On a parfois estimé que l'auteur anonyme voulait faire passer son poème pour une œuvre authentique d'Orphée, probablement afin de renforcer le prestige du poète légendaire et de promouvoir l’orphisme antique. Dans la Notice de son édition en 1987, Francis Vian réfute cette hypothèse en arguant du fait que rien, dans le texte du poème, ne prouve une volonté de mystification : il s'agit simplement d'un récit poétique entièrement fait à la première personne par un des personnages mis en scène, chose qui avait déjà été faite auparavant sans intention de mystification, par exemple par Lycophron dans ses Alexandra où c'est Cassandre qui parle.
En ce qui concerne la version du mythe qu'elles adoptent, les Argonautiques orphiques semblent très proches des Argonautiques d'Apollonios de Rhodes, bien qu'elles s'en écartent sur certains points, dont le trajet de retour des Argonautes, qui passent par le Nord et non par le Sud comme chez Apollonios. Selon la datation assignée au poème orphique, Apollonios se serait fortement inspiré du pseudo-Orphée, ou vice versa.

### Éditions
- Consulter la liste des éditions de cette œuvre

### Manuels généraux
- Suzanne Saïd, Monique Trédé et Alain Le Boulluec, Histoire de la littérature grecque, Paris, Presses universitaires de France, coll. « Premier Cycle », 1997 (ISBN 2130482333 et 978-2130482338), p. 534.

### Études
- J. R. Bacon, « The Geography of the Orphic Argonautica », dans The Classical Quarterly, vol. 25, no 3/4, 1931, p. 172-183.
- Paul Fabre, « Réflexions sur les Argonautiques du Pseudo-Orphée », dans Annales de Bretagne, 1972, vol. 79, no 79-2, p. 269-313 [lire en ligne]
- Francis Vian, « Le passage des roches Kyanées dans les Argonautiques orphiques », dans Collectif, Mélanges Édouard Delebecque, Aix-en-Provence, Université de Provence, 1983.